# 제23회 부산독립영화제
제23회 부산독립영화제는 2021년 11월 18일에 열린 시상식이다.

## 수상 및 후보

### 대상
- 어디에도 없는 시간 - 장태구 수상

### 심사위원 특별상
- 석대천에 백조가 있을까? - 이승화 수상
- 성덕 - 오세연 수상

### 부산영화평론가상
- 철선 - 김지곤 수상

### 관객심사단상
- 바람의 아이 - 김동명 수상

### 최우수연기상
- 정인 - 최희진 수상

### 기술창의상
- 정인 - 김민제 수상
- 아듀, 오맹달 - 김민제 수상

### 메이드 인 부산
- 어느 시골소녀의 일기 - 황태흠
- 아듀, 오맹달 - 이강욱
- 산 23-1, X - 이민호
- 정인 - 문정임
- 생, 가 - 김영효
- 석대천에 백조가 있을까? - 이승화
- 추격의 목적 - 손호목
- 은영이의 XXX - 서한솔
- 이별값 - 오가희
- 사랑의 여름 - 이성욱
- 대영약국 - 김종환
- 어디에도 없는 시간 - 장태구
- 그림의 커피 - 홍혜린
- 성덕 - 오세연
- 바람의 아이 - 김동명
- 작은새와 돼지씨 - 김새봄

### 딥포커스
- Trans-Continental-Railway - 정재훈
- 상냥한 쪽으로 - 정재훈
- 환호성 - 정재훈
- 호수길 - 정재훈
- 도돌이 언덕에 난기류 - 정재훈

### 로컬투로컬
- 섬이없는지도 - 김성은
- 태안 - 구자환
- 오후 풍경 - 손구용
- 컨버세이션 - 김덕중
- 희수 - 감정원
- 시간의 고고학 - 김응수
- 미스터 장 - 장병기
- 고마운 사람 - 이경호 외 1명
- 고양이는 자는 척을 할까 - 장윤미
- 그래도, 화이팅! - 김준석
- 시간이 되돌리는 시간 - 전준혁
- 그들은 우리의 응시에 응답한다 - 백종관
- 남남 - 고경수
- 해돋이 - 김태휘
- 장학생 - 장주선
- 우리의 낮과 밤 - 김소형
- 서울로 - 정승이

### 스펙트럼 부산
- 철선 - 김지곤
- 평평남녀 - 김수정
- 차별 - 김지운 외 1명
- 나들이 - 김선경
- 체온 - 유상곤
- 집 - 이정애
- 틈 - 김경록

### 포럼
- 10월의 이름들 - 이동윤
- 광주 - 짧은 여행의 기록 - 김백준
- 월간 할매 - 김지곤
- 산 23-1, X - 이민호
- 운동회 - 김진태
- 러닝 포토스 - 김나영
- 버스를 타라 - 김정근
- 영아일랜드 - 김종한